# 光陵グリーンスタジアム
『光陵グリーンスタジアム』（こうりょうグリーンスタジアム）は、福岡県宮若市の宮若市東部総合運動公園内にある野球場。2012年8月19日に開場した。ここには、建設前まで貝島炭礦の第二毛勝露天坑があった。

## 施設概要
- 両翼：97.534m、中堅：121.918m
- 内野：クレー舗装、外野：天然芝
- ナイター設備：なし
- スコアボード：LED式電光掲示板
- 収容人数：5,000人

## 使用実績
- 全国高等学校野球選手権福岡大会
- 九州地区大学野球連盟

2022年より九州アジアリーグに加入した福岡北九州フェニックスが、同年の公式戦1試合を開催した。

### こけら落とし
2012年8月19日のこけら落としには、ドリームベースボールが開催された。金田正一、村田兆治、堀内恒夫、桑田真澄、立浪和義らが参加し、午前中は野球教室、午後からは「NPB OB － 宮若市選抜」が行われた。

## 交通アクセス
- JR筑豊本線（福北ゆたか線）小竹駅から車で10分
- JR筑豊本線（福北ゆたか線）小竹駅から宮若市コミュニティバス（ジャンボタクシー）宮田・小竹線「JR宮田バス停」行きで光陵グリーンパーク前下車
- 九州自動車道宮田ICから車で15分